# Francisco Terciado
Francisco José Terciado Sacedo (Fuentidueña de Tajo, 25 maart 1981) is een Spaans voormalig professioneel wielrenner.

## Belangrijkste overwinningen
2009
- 4e etappe Ronde van Navarra
- Eindklassement Ronde van Navarra

## Grote rondes
| Jaar | Ronde van Italië | Ronde van Frankrijk | Ronde van Spanje |
| ---- | ---------------- | ------------------- | ---------------- |
| 2006 |                  |                     |                  |
| 2007 |                  |                     | 103e             |
| 2008 |                  |                     |                  |